# Aegido de Greberto
Egidius de Greberto ou Aegido de Greberto (Gilles Grébert), né à Honnecourt-sur-Escaut en 1070.

## Biographie
Il est le fils de Judette de Honnecourt, Dame de Honnecourt, des Grébiers ...etc ... les Honnecourt sont une branche cadette de la puissante Maison d'Oisy (Herbertiens devenus Châtelains de Lens, Cambrai et Douai, et, une branche seigneur d'Avesnes deviendra même Comtes de Hainaut, Hollande et Zélande ... ), et de Renault de Haucourt (dit "Tietewin" tête de vin) Chevalier, Seigneur de Haucourt, Montigny, Lesdaing, Cantaing, Croix-Raoul ...etc ... (Renault était le fils de Adam de Walincourt, chevalier et puissant Baron du Cambrésis, Beer de Flandres ...etc.
- les Haucourt ont la même origine généalogique que les Honnecourt ...(Herbertides)

En 1085, il est cité comme écuyer (pueri mei) de son grand-oncle Hugues I d'Oisy lors de la fondation de l'Abbaye de Saint-Nicolas à Ribemont par Anselme de Ribemont, châtelain de Valenciennes, Comte d'Ostrevent... Il fait partie des témoins de l'Acte de fondation ainsi que son père et son grand-père.
En 1096 il est cité comme Chevalier participant au fameux tournoi de Pecquencourt dit aussi Tournoi d'Anchin où 300 chevaliers jurèrent de se croiser avant d'aller reprendre la Terre Sainte aux infidèles.
Il épousa Ade de Prémont, fille de Gossuin de Prémont, chevalier, Pair du Cambrésis.
Aegido (Gilles) était seigneur des Grébiers, les Greiz-Biers sont des terres grasses vallonnées et boisées .... est signifie "gras-monts" ...la seigneurie forestière des Grébiers était la partie ouest de Honnecourt sur Escaut (le Bois-Gramont qui se voyait encore au XVIIIe siècle en était un vestige) le siège en était à l'emplacement de la cense du Bosquet au bord de l'Escaut mais il hérita aussi de nombreux biens en Cambrésis, Hainaut, Picardie maritime et Normandie.
Aegido de Greberto : Gilles Grébert est le clade de l'antique Maison de Grébert.

## Armoiries
Les armes : "d'azur, semé d'étoiles d'or, au lion de même, armé et lampassé de gueules".
heaume timbré d'un dragon d'or, ailé
support : 2 anges
cri : "Haucourt"
devise : "SPES CONFORTAT GREBERT"